# Stadion Tachti w Ahwazie
Stadion Tachti – wielofunkcyjny stadion w mieście Ahwaz, w Iranie. Został otwarty w 1984 roku. Może pomieścić 15 000 widzów. Swoje spotkania rozgrywają na nim piłkarze klubu Esteghlal Ahwaz.